# Eldritch Horror: Strange Remnants
Strange Remnants är den tredje expansionen till Eldritch Horror. Den är skapad av Nikki Valens och gavs ut 2015 av Fantasy Flight Games. Expansionen innehåller nya mysterier, utforskningmöten mm för Syzygy samt ytterligare kort för grundspelets kortlekar. Expansionens titel anspelar på ett antal platser med gamla

## Äldre gudar

### Syzygy
Detta är inte en äldre gud i egentlig mening utan en kosmisk händelse där jorden, månen och solen ligger på linje mot universums centrum och hotar att öppna en portal till Azathoths hov. För att förhindra detta måste utredarna resa runt världen för att förstärka barriären vid uråldriga ruiner och hindra kultmedlemmar från att utföra sina riter i vildmarken.

## Mystic Ruins
Expansionen innehåller Mystic Ruins, en kortlek med tillhörande markör som liknar grundspelets expeditioner i sin funktion. Dessa händelser utspelar sig i anknytning till Chichen Itzá, Påsköns Moai-statyer, Stonehenge och Kinesiska muren. Mystic Ruins används tillsammans med Syzygy och äventyret Cosmic Alignment.